# Llista d'asteroides/134201–134300
| Nom      | Designació provisional | Data de descobriment | Lloc de descobriment | Descobridor/s                                          |
| -------- | ---------------------- | -------------------- | -------------------- | ------------------------------------------------------ |
| 134201 - | 2005 EJ72              | 2 de març, 2005      | Catalina             | CSS                                                    |
| 134202 - | 2005 EO84              | 4 de març, 2005      | Socorro              | LINEAR                                                 |
| 134203 - | 2005 EK86              | 4 de març, 2005      | Socorro              | LINEAR                                                 |
| 134204 - | 2005 EJ113             | 4 de març, 2005      | Socorro              | LINEAR                                                 |
| 134205 - | 2005 ET198             | 11 de març, 2005     | Mount Lemmon         | Mount Lemmon Survey                                    |
| 134206 - | 2005 ER214             | 8 de març, 2005      | Socorro              | LINEAR                                                 |
| 134207 - | 2005 EO218             | 10 de març, 2005     | Catalina             | CSS                                                    |
| 134208 - | 2005 EY293             | 11 de març, 2005     | Catalina             | CSS                                                    |
| 134209 - | 2005 JC63              | 9 de maig, 2005      | Mount Lemmon         | Mount Lemmon Survey                                    |
| 134210 - | 2005 PQ21              | 9 d'agost, 2005      | Cerro Tololo         | Cerro Tololo                                           |
| 134211 - | 2005 QO98              | 27 d'agost, 2005     | Palomar              | NEAT                                                   |
| 134212 - | 2005 SN144             | 25 de setembre, 2005 | Palomar              | NEAT                                                   |
| 134213 - | 2005 SK191             | 29 de setembre, 2005 | Palomar              | NEAT                                                   |
| 134214 - | 2005 TU61              | 3 d'octubre, 2005    | Kitt Peak            | Spacewatch                                             |
| 134215 - | 2005 TD164             | 9 d'octubre, 2005    | Kitt Peak            | Spacewatch                                             |
| 134216 - | 2005 UO160             | 22 d'octubre, 2005   | Catalina             | CSS                                                    |
| 134217 - | 2005 UZ336             | 30 d'octubre, 2005   | Kitt Peak            | Spacewatch                                             |
| 134218 - | 2005 UE439             | 28 d'octubre, 2005   | Mount Lemmon         | Mount Lemmon Survey                                    |
| 134219 - | 2005 VJ120             | 5 de novembre, 2005  | Anderson Mesa        | LONEOS                                                 |
| 134220 - | 2005 WM46              | 24 de novembre, 2005 | Palomar              | NEAT                                                   |
| 134221 - | 2005 WB147             | 25 de novembre, 2005 | Catalina             | CSS                                                    |
| 134222 - | 2005 WN188             | 30 de novembre, 2005 | Kitt Peak            | Spacewatch                                             |
| 134223 - | 2005 WX193             | 28 de novembre, 2005 | Catalina             | CSS                                                    |
| 134224 - | 2005 XY57              | 1 de desembre, 2005  | Kitt Peak            | Spacewatch                                             |
| 134225 - | 2005 XS61              | 4 de desembre, 2005  | Kitt Peak            | Spacewatch                                             |
| 134226 - | 2005 XJ64              | 6 de desembre, 2005  | Kitt Peak            | Spacewatch                                             |
| 134227 - | 2005 XT80              | 14 de desembre, 2005 | Anderson Mesa        | LONEOS                                                 |
| 134228 - | 2005 XU83              | 6 de desembre, 2005  | Anderson Mesa        | LONEOS                                                 |
| 134229 - | 2005 YK30              | 21 de desembre, 2005 | Kitt Peak            | Spacewatch                                             |
| 134230 - | 2005 YB43              | 24 de desembre, 2005 | Kitt Peak            | Spacewatch                                             |
| 134231 - | 2005 YC45              | 25 de desembre, 2005 | Kitt Peak            | Spacewatch                                             |
| 134232 - | 2005 YN46              | 25 de desembre, 2005 | Kitt Peak            | Spacewatch                                             |
| 134233 - | 2005 YD54              | 24 de desembre, 2005 | Kitt Peak            | Spacewatch                                             |
| 134234 - | 2005 YF57              | 24 de desembre, 2005 | Kitt Peak            | Spacewatch                                             |
| 134235 - | 2005 YL70              | 26 de desembre, 2005 | Kitt Peak            | Spacewatch                                             |
| 134236 - | 2005 YO89              | 26 de desembre, 2005 | Mount Lemmon         | Mount Lemmon Survey                                    |
| 134237 - | 2005 YS114             | 25 de desembre, 2005 | Kitt Peak            | Spacewatch                                             |
| 134238 - | 2005 YX126             | 27 de desembre, 2005 | Catalina             | CSS                                                    |
| 134239 - | 2005 YY144             | 28 de desembre, 2005 | Mount Lemmon         | Mount Lemmon Survey                                    |
| 134240 - | 2005 YQ170             | 27 de desembre, 2005 | Catalina             | CSS                                                    |
| 134241 - | 2005 YR219             | 30 de desembre, 2005 | Catalina             | CSS                                                    |
| 134242 - | 2005 YS270             | 27 de desembre, 2005 | Mount Lemmon         | Mount Lemmon Survey                                    |
| 134243 - | 2005 YN275             | 30 de desembre, 2005 | Mount Lemmon         | Mount Lemmon Survey                                    |
| 134244 - | 2006 AA4               | 6 de gener, 2006     | Calvin-Rehoboth      | Calvin-Rehoboth                                        |
| 134245 - | 2006 AG11              | 4 de gener, 2006     | Catalina             | CSS                                                    |
| 134246 - | 2006 AR14              | 5 de gener, 2006     | Mount Lemmon         | Mount Lemmon Survey                                    |
| 134247 - | 2006 AM18              | 5 de gener, 2006     | Mount Lemmon         | Mount Lemmon Survey                                    |
| 134248 - | 2006 AL19              | 2 de gener, 2006     | Catalina             | CSS                                                    |
| 134249 - | 2006 AV21              | 5 de gener, 2006     | Catalina             | CSS                                                    |
| 134250 - | 2006 AU32              | 5 de gener, 2006     | Catalina             | CSS                                                    |
| 134251 - | 2006 AN34              | 6 de gener, 2006     | Mount Lemmon         | Mount Lemmon Survey                                    |
| 134252 - | 2006 AK41              | 3 de gener, 2006     | Socorro              | LINEAR                                                 |
| 134253 - | 2006 AQ71              | 6 de gener, 2006     | Mount Lemmon         | Mount Lemmon Survey                                    |
| 134254 - | 2006 AF81              | 4 de gener, 2006     | Socorro              | LINEAR                                                 |
| 134255 - | 2006 AV84              | 6 de gener, 2006     | Anderson Mesa        | LONEOS                                                 |
| 134256 - | 2006 AE91              | 6 de gener, 2006     | Mount Lemmon         | Mount Lemmon Survey                                    |
| 134257 - | 2006 AY93              | 7 de gener, 2006     | Mount Lemmon         | Mount Lemmon Survey                                    |
| 134258 - | 2006 AS97              | 7 de gener, 2006     | Anderson Mesa        | LONEOS                                                 |
| 134259 - | 2006 BG6               | 20 de gener, 2006    | Catalina             | CSS                                                    |
| 134260 - | 2006 BG12              | 21 de gener, 2006    | Palomar              | NEAT                                                   |
| 134261 - | 2006 BA21              | 22 de gener, 2006    | Mount Lemmon         | Mount Lemmon Survey                                    |
| 134262 - | 2006 BX23              | 23 de gener, 2006    | Catalina             | CSS                                                    |
| 134263 - | 2006 BB29              | 23 de gener, 2006    | Socorro              | LINEAR                                                 |
| 134264 - | 2006 BO30              | 20 de gener, 2006    | Kitt Peak            | Spacewatch                                             |
| 134265 - | 2006 BM59              | 24 de gener, 2006    | Socorro              | LINEAR                                                 |
| 134266 - | 2006 BQ92              | 26 de gener, 2006    | Mount Lemmon         | Mount Lemmon Survey                                    |
| 134267 - | 2006 BQ98              | 26 de gener, 2006    | Catalina             | CSS                                                    |
| 134268 - | 2006 BJ111             | 25 de gener, 2006    | Kitt Peak            | Spacewatch                                             |
| 134269 - | 2006 BP114             | 26 de gener, 2006    | Kitt Peak            | Spacewatch                                             |
| 134270 - | 2006 BG125             | 26 de gener, 2006    | Kitt Peak            | Spacewatch                                             |
| 134271 - | 2006 BO139             | 28 de gener, 2006    | Mount Lemmon         | Mount Lemmon Survey                                    |
| 134272 - | 2006 BW145             | 28 de gener, 2006    | 7300 Observatory     | W. K. Y. Yeung                                         |
| 134273 - | 2006 BR156             | 25 de gener, 2006    | Kitt Peak            | Spacewatch                                             |
| 134274 - | 2006 BV159             | 26 de gener, 2006    | Kitt Peak            | Spacewatch                                             |
| 134275 - | 2006 BW161             | 26 de gener, 2006    | Anderson Mesa        | LONEOS                                                 |
| 134276 - | 2006 BE247             | 31 de gener, 2006    | Kitt Peak            | Spacewatch                                             |
| 134277 - | 2006 BJ252             | 31 de gener, 2006    | Kitt Peak            | Spacewatch                                             |
| 134278 - | 2006 BS256             | 31 de gener, 2006    | Kitt Peak            | Spacewatch                                             |
| 134279 - | 2006 BT264             | 31 de gener, 2006    | Kitt Peak            | Spacewatch                                             |
| 134280 - | 2006 BR269             | 28 de gener, 2006    | Anderson Mesa        | LONEOS                                                 |
| 134281 - | 2006 CM8               | 1 de febrer, 2006    | Mount Lemmon         | Mount Lemmon Survey                                    |
| 134282 - | 2006 CU20              | 1 de febrer, 2006    | Catalina             | CSS                                                    |
| 134283 - | 2006 CV40              | 2 de febrer, 2006    | Mount Lemmon         | Mount Lemmon Survey                                    |
| 134284 - | 2006 CC42              | 2 de febrer, 2006    | Kitt Peak            | Spacewatch                                             |
| 134285 - | 2006 CU43              | 2 de febrer, 2006    | Mount Lemmon         | Mount Lemmon Survey                                    |
| 134286 - | 2006 CX48              | 3 de febrer, 2006    | Kitt Peak            | Spacewatch                                             |
| 134287 - | 2006 CG60              | 1 de febrer, 2006    | Catalina             | CSS                                                    |
| 134288 - | 2006 CL62              | 10 de febrer, 2006   | Catalina             | CSS                                                    |
| 134289 - | 2006 CN62              | 12 de febrer, 2006   | Palomar              | NEAT                                                   |
| 134290 - | 2006 DX2               | 20 de febrer, 2006   | Catalina             | CSS                                                    |
| 134291 - | 2006 DZ6               | 20 de febrer, 2006   | Catalina             | CSS                                                    |
| 134292 - | 2006 DF8               | 20 de febrer, 2006   | Mount Lemmon         | Mount Lemmon Survey                                    |
| 134293 - | 2006 DX37              | 20 de febrer, 2006   | Mount Lemmon         | Mount Lemmon Survey                                    |
| 134294 - | 2006 DE40              | 22 de febrer, 2006   | Palomar              | NEAT                                                   |
| 134295 - | 2006 DB41              | 22 de febrer, 2006   | Catalina             | CSS                                                    |
| 134296 - | 2006 DP46              | 20 de febrer, 2006   | Catalina             | CSS                                                    |
| 134297 - | 2006 DE59              | 24 de febrer, 2006   | Mount Lemmon         | Mount Lemmon Survey                                    |
| 134298 - | 2006 DX68              | 26 de febrer, 2006   | Catalina             | CSS                                                    |
| 134299 - | 2006 DW73              | 23 de febrer, 2006   | Kitt Peak            | Spacewatch                                             |
| 134300 - | 2109 P-L               | 24 de setembre, 1960 | Palomar              | C. J. van Houten, I. van Houten-Groeneveld, T. Gehrels |